# Acanthosyris annonagustata
Acanthosyris annonagustata là một loài thực vật thuộc họ Santalaceae. Nó là loài đặc hữu của Ecuador.